# マリー・レクザンスカ
マリー・レクザンスカ（Marie Leszczyńska（Leszczynska, Lesczynskaとも）、1703年6月23日 - 1768年6月24日）は、フランス王ルイ15世の妃。ルイ16世、ルイ18世、シャルル10世の祖母。父はポーランド王（のちロレーヌ公）スタニスワフ・レシュチンスキ、母は王妃カタージナ・オパリンスカ。ポーランド名はマリア・カロリーナ・ゾフィア・フェリチゥタ・レシュチンスカ（Maria Karolina Zofia Felicyta Leszczyńska）。

## 生涯
チュシェブニツァ（ドイツ名トレブニッツ、シレジア地方）で生まれた。
父スタニスワフはマリア誕生の翌年1704年にスウェーデン王カール12世によって傀儡のポーランド王に擁立された人物であるが、カール12世が1709年にロシアに敗れると王位を失い、一家は亡命してアルザスで暮らした。
ルイ15世は叔父であるスペイン王フェリペ5世の娘、つまり従妹に当たるマリアナ・ビクトリアと1721年に婚約していた。当時ルイ15世は11歳、マリアナは3歳であった。マリアナは翌1722年にフランス王宮に迎えられて養育された。しかし、ルイ15世が15歳を迎えた1725年、婚約は破棄されてマリアナは故国に帰された（後にポルトガル王ジョゼ1世と結婚する）。王の嫡子が得られるようになるまで年月がかかりすぎることを不安視した宰相、コンデ家のブルボン公ルイ・アンリが、スペイン・ブルボン家との関係悪化を承知の上で下した決定であった。
代わって王妃に迎えられることになったのが、この年22歳になるマリー・レクザンスカであった。信心深く教養豊かな女性であったといわれるが、健康で年齢的にも子供がすぐにでも産めそうだというのが、元ポーランド王とはいえ弱小貴族の娘に過ぎないマリーが王妃に選ばれた理由であった。1725年9月5日、ルイ15世とマリーの結婚式が挙げられた。ルイ15世はマリーにすぐさま夢中になった。2年後の1727年から、1738年に母体の負担を危険視した医師から警告されるまでの間に、マリーは2男8女を産んだ。妊娠と出産の繰り返しに疲れたマリーは、ルイ15世を拒否するようになった。ルイ15世の寵愛が愛妾たちに移ったあとは、信仰に生きた。しかし宮廷に上がりたてのポンパドゥール夫人に対しては優しく声をかけ、夫人を感動させた。

## 子女
10人の子供をもうけたうち、長じたのは1男6女である。
- エリザベート（1727年 - 1759年） - パルマ公フィリッポ妃。
- アンリエット（1727年 - 1752年）
- マリー・ルイーズ（1728年 - 1733年）
- ルイ・フェルディナン（1729年 - 1765年） - 王太子。ルイ16世、ルイ18世、シャルル10世の父。
- フィリップ（1730年 - 1733年)
- アデライード（1732年 - 1800年）
- ヴィクトワール（1733年 - 1799年）
- ソフィー（1734年 - 1782年）
- テレーズ（1736年 - 1744年）
- ルイーズ・マリー（1737年 - 1787年）